# السحاقية (ميدي)

تعديل مصدري - تعديل

السحاقية هي إحدى قرى عزلة بني ميدي بمديرية ميدي التابعة لمحافظة حجة، بلغ تعداد سكانها 531 نسمة حسب تعداد اليمن لعام 2004.